# Јури Кисил
Јури Кисил (енгл. Yuri Kisil; Калгари, 18. септембар 1995) канадски је пливач чија ужа специјалност су трке слободним стилом на 50 и 100 метара.

## Каријера
На међународној сцени дебитовао је на светском првенству у малим базенима у Дубаију 2013. где је најбоље резултате остварио као члан штафета 4×100 слободно и 4×100 мешовито (4. и 7. место). Као члан штафета освојио је неколико медаља на Панамеричким играма 2015. у Торонту, те на светском првенству у Казању.
На Олимпијским играма дебитовао је у Рију 2016. где се такмичио у тркама на 100 метара слободним стилом. У појединачној трци заузео је 10. место, док је у трци штафета на 4×100 слободно канадска штафета заузела 7. место у финалу.
На светском првенству у Будимпешти 2017. наступио је у свим штафетним тркама, а најбоље резултате остварио је у тркама на 4×100 слободно микс и 4×100 мешовито микс у којима је освојио бронзане медаље. У појединачним тркама био је 25. на 50 слободно и 10. на 100 слободно.
На Панпацифичком првенству које је одржано у Токију 2018. је освојио бронзану медаљу у рци на 50 метара слободним стилом. 
Такмичио се и на светском првенству у корејском Квангџуу 2019. где је пливао у четири штафетне и две појединачне трке. Најбоље резултате је остварио у микс штафетама на 4×100 слободно и 4×100 мешовито са којима је освојио једно четврто и једно пето место у финалу. Обе појединачне трке (на 50 и 100 слободно) је завршио у квалификацијама (на 25. и 17. месту).  